# World Seniors Championship de 2023
El World Seniors Championship de 2023 (conocido en inglés y por motivos de patrocinio como 2023 LLP Solicitors World Seniors Championship) fue un torneo de snooker que se celebró entre el 3 y el 7 de mayo en el Crucible Theatre de la ciudad inglesa de Sheffield. Organizado por la World Professional Billiards and Snooker Association y el World Seniors Tour, fue la decimocuarta edición del World Seniors Championship, abierto a aquellos jugadores de 40 años o más que no se encontrasen entre los sesenta y cuatro mejores del ranking mundial. Jimmy White, que se impuso (5-3) a Alfie Burden en la final, se proclamó campeón.

## Resultados

### Cuadro del torneo
Se denota con una «a» entre paréntesis que el jugador era amateur. Recalcado en negrita figura el ganador de cada partido:
|  | octavos de final (mejor de 5) | octavos de final (mejor de 5) |                 |   | cuartos de final (mejor de 7) | cuartos de final (mejor de 7) |  |  | semifinales (mejor de 7) | semifinales (mejor de 7) |  |  | final (mejor de 9) | final (mejor de 9) |
|  |                               |                               |                 |   |                               |                               |  |  |                          |                          |  |  |                    |                    |
|  | 3 de mayo                     |                               |                 |   |                               |                               |  |  |                          |                          |  |  |                    |                    |
|  |                               |                               |                 |   |                               |                               |  |  |                          |                          |  |  |                    |                    |
|  | Lee Walker (a)                | 1                             |                 |   |                               |                               |  |  |                          |                          |  |  |                    |                    |
|  | Lee Walker (a)                | 1                             | 6 de mayo       |   |                               |                               |  |  |                          |                          |  |  |                    |                    |
|  | Gerard Greene                 | 3                             |                 |   |                               |                               |  |  |                          |                          |  |  |                    |                    |
|  | Gerard Greene                 | 3                             | Gerard Greene   | 3 |                               |                               |  |  |                          |                          |  |  |                    |                    |
|  | 5 de mayo                     |                               | Gerard Greene   | 3 |                               |                               |  |  |                          |                          |  |  |                    |                    |
|  |                               | Ben Hancorn (a)               | 4               |   |                               |                               |  |  |                          |                          |  |  |                    |                    |
|  | Peter Lines                   | Ben Hancorn (a)               | 4               | 2 |                               |                               |  |  |                          |                          |  |  |                    |                    |
|  | Peter Lines                   |                               | 7 de mayo       | 2 |                               |                               |  |  |                          |                          |  |  |                    |                    |
|  | Ben Hancorn (a)               | 3                             |                 |   |                               |                               |  |  |                          |                          |  |  |                    |                    |
|  | Ben Hancorn (a)               | 3                             | Ben Hancorn (a) | 1 |                               |                               |  |  |                          |                          |  |  |                    |                    |
|  | 5 de mayo                     |                               | Ben Hancorn (a) | 1 |                               |                               |  |  |                          |                          |  |  |                    |                    |
|  |                               | Alfie Burden                  | 4               |   |                               |                               |  |  |                          |                          |  |  |                    |                    |
|  | Stephen Hendry                | Alfie Burden                  | 4               | 3 |                               |                               |  |  |                          |                          |  |  |                    |                    |
|  | Stephen Hendry                | 6 de mayo                     |                 | 3 |                               |                               |  |  |                          |                          |  |  |                    |                    |
|  | Darren Morgan (a)             | 2                             |                 |   |                               |                               |  |  |                          |                          |  |  |                    |                    |
|  | Darren Morgan (a)             | 2                             | Stephen Hendry  | 1 |                               |                               |  |  |                          |                          |  |  |                    |                    |
|  | 4 de mayo                     |                               | Stephen Hendry  | 1 |                               |                               |  |  |                          |                          |  |  |                    |                    |
|  |                               | Alfie Burden                  | 4               |   |                               |                               |  |  |                          |                          |  |  |                    |                    |
|  | Ken Doherty                   | Alfie Burden                  | 4               | 0 |                               |                               |  |  |                          |                          |  |  |                    |                    |
|  | Ken Doherty                   |                               | 7 de mayo       | 0 |                               |                               |  |  |                          |                          |  |  |                    |                    |
|  | Alfie Burden                  | 3                             |                 |   |                               |                               |  |  |                          |                          |  |  |                    |                    |
|  | Alfie Burden                  | 3                             | Alfie Burden    | 3 |                               |                               |  |  |                          |                          |  |  |                    |                    |
|  | 5 de mayo                     |                               | Alfie Burden    | 3 |                               |                               |  |  |                          |                          |  |  |                    |                    |
|  |                               | Jimmy White                   | 5               |   |                               |                               |  |  |                          |                          |  |  |                    |                    |
|  | Jimmy White                   | Jimmy White                   | 5               | 3 |                               |                               |  |  |                          |                          |  |  |                    |                    |
|  | Jimmy White                   | 6 de mayo                     |                 | 3 |                               |                               |  |  |                          |                          |  |  |                    |                    |
|  | Philip Williams (a)           | 1                             |                 |   |                               |                               |  |  |                          |                          |  |  |                    |                    |
|  | Philip Williams (a)           | 1                             | Jimmy White     | 4 |                               |                               |  |  |                          |                          |  |  |                    |                    |
|  | 5 de mayo                     |                               | Jimmy White     | 4 |                               |                               |  |  |                          |                          |  |  |                    |                    |
|  |                               | Adrian Ridley (a)             | 0               |   |                               |                               |  |  |                          |                          |  |  |                    |                    |
|  | Joe Johnson (a)               | Adrian Ridley (a)             | 0               | 0 |                               |                               |  |  |                          |                          |  |  |                    |                    |
|  | Joe Johnson (a)               |                               | 7 de mayo       | 0 |                               |                               |  |  |                          |                          |  |  |                    |                    |
|  | Adrian Ridley (a)             | 3                             |                 |   |                               |                               |  |  |                          |                          |  |  |                    |                    |
|  | Adrian Ridley (a)             | 3                             | Jimmy White     | 4 |                               |                               |  |  |                          |                          |  |  |                    |                    |
|  | 4 de mayo                     |                               | Jimmy White     | 4 |                               |                               |  |  |                          |                          |  |  |                    |                    |
|  |                               | Tony Drago (a)                | 1               |   |                               |                               |  |  |                          |                          |  |  |                    |                    |
|  | Tony Drago (a)                | Tony Drago (a)                | 1               | 3 |                               |                               |  |  |                          |                          |  |  |                    |                    |
|  | Tony Drago (a)                | 6 de mayo                     |                 | 3 |                               |                               |  |  |                          |                          |  |  |                    |                    |
|  | Vito Puopolo (a)              | 0                             |                 |   |                               |                               |  |  |                          |                          |  |  |                    |                    |
|  | Vito Puopolo (a)              | 0                             | Tony Drago (a)  | 4 |                               |                               |  |  |                          |                          |  |  |                    |                    |
|  | 3 de mayo                     |                               | Tony Drago (a)  | 4 |                               |                               |  |  |                          |                          |  |  |                    |                    |
|  |                               | Mark Davis                    | 3               |   |                               |                               |  |  |                          |                          |  |  |                    |                    |
|  | Mark Davis                    | Mark Davis                    | 3               | 3 |                               |                               |  |  |                          |                          |  |  |                    |                    |
|  | Mark Davis                    |                               |                 | 3 |                               |                               |  |  |                          |                          |  |  |                    |                    |
|  | Tony Knowles (a)              | 0                             |                 |   |                               |                               |  |  |                          |                          |  |  |                    |                    |
|  | Tony Knowles (a)              | 0                             |                 |   |                               |                               |  |  |                          |                          |  |  |                    |                    |

### Final
La final se celebró el 7 de mayo de 2023 en el Crucible Theatre de Sheffield. Así discurrió:
| Al mejor de 9 mesas. Árbitra: Michaela Tabb Crucible Theatre, 7 de mayo de 2023 |                             |             |
| Alfie Burden                                                                    | 3–5                         | Jimmy White |
| 53–69 (53, 62), 74–24, 33–62, 23–77 (63), 19–70 (55), 71–29, 69–29, 1–115 (84)  |                             |             |
| 53                                                                              | tacada más alta             | 84          |
| 0                                                                               | centenas                    | 0           |
| 1                                                                               | tacadas de más de 50 puntos | 4           |
| Jimmy White gana el World Seniors Championship de 2023                          |                             |             |